# Stanisław Bajur

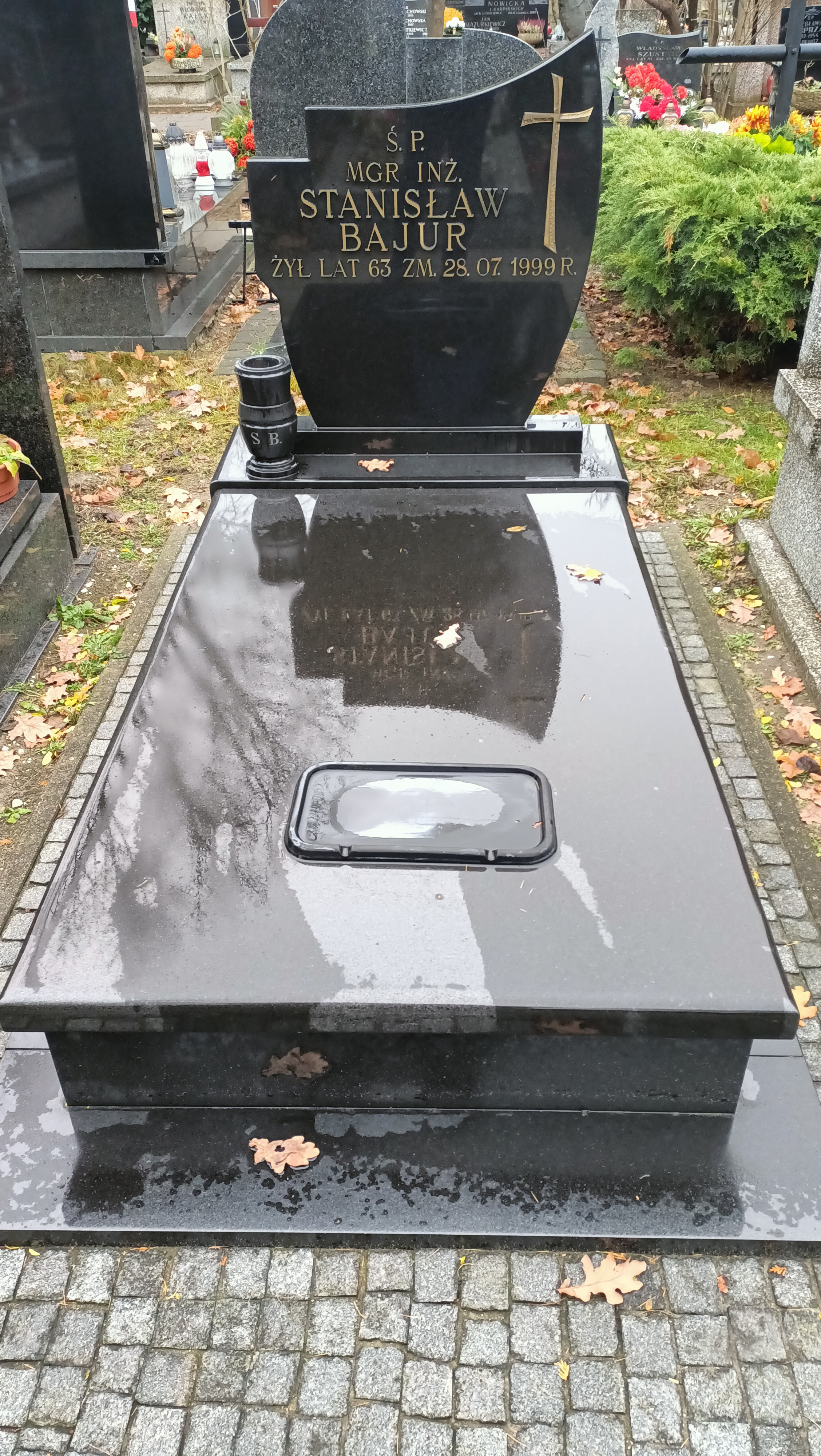
Grób Stanisława Bajura na Cmentarzu Wojskowym na Powązkach

Stanisław Bajur (ur. 3 listopada 1935 w Borkach lub Borku koło Sandomierza, zm. 28 lipca 1999) – polski działacz partyjny i państwowy, inżynier włókiennik, podsekretarz stanu w Ministerstwie Przemysłu Lekkiego (1979–1981) i Ministerstwie Przemysłu Chemicznego i Lekkiego (1981–1984).

## Życiorys
Syn Józefa i Bronisławy, pochodził z rodziny robotniczej. Absolwent inżynierii włókiennictwa na Politechnice Łódzkiej i kursu doskonalenia ekonomiki i organizacji dla kadry kierowniczej (1965). Działał w Związku Młodzieży Polskiej w Łodzi (1949–1956), Zrzeszenie Studentów Polskich (w latach 1954–1959 przewodniczący rady uczelnianej na PŁ) oraz Związku Młodzieży Socjalistycznej (1958–1960).
W 1958 wstąpił do Polskiej Zjednoczonej Partii Robotniczej. W latach 60. był sekretarzem Komitetu Zakładowego PZPR w Zakładach Przemysłu Bawełnianego im. II Armii WP w Bielawie, starszym instruktorem i członkiem plenum Komitetu Powiatowego PZPR w Dzierżoniowie i sekretarzem Komisji Ekonomicznego Komitetu Wojewódzkiego PZPR we Wrocławiu. Od 1962 do 1968 kierował ZPB w Bielawie, następnie do 1971 był zastępcą dyrektora Zjednoczenia Przemysłu Bawełnianego w Łodzi, a od 1971 do 1975 dyrektorem naczelnym Zakładów Przemysłu Bawełnianego im. Obrońców Pokoju „Uniontex” w Łodzi. W latach 70. członek plenum i egzekutywy Komitetu Zakładowego PZPR w ŁZPB im. Obrońców Pokoju „Uniontex”, członek egzekutywy (1973–1977) i sekretarz Komitetu Łódzkiego PZPR (1977–1979). Pomiędzy 1977 a 1979 zastępca kierownika Wydziału Przemysłu Lekkiego, Handlu i Spożycia Komitetu Centralnego PZPR. Następnie był podsekretarzem stanu w Ministerstwie Przemysłu Lekkiego jako pierwszy zastępca ministra (listopad 1979 – wrzesień 1981) oraz podsekretarzem stanu w Ministerstwie Przemysłu Chemicznego i Lekkiego (wrzesień 1981 – marzec 1984).
Został pochowany na Cmentarzu Wojskowym na Powązkach (kwatera HII-7-14).